# Itapiratins
Itapiratins är en kommun i Brasilien.   Den ligger i delstaten Tocantins, i den centrala delen av landet, 800 km norr om huvudstaden Brasília. Antalet invånare är 3 534.
Omgivningarna runt Itapiratins är huvudsakligen savann. Runt Itapiratins är det mycket glesbefolkat, med 2 invånare per kvadratkilometer.